# Ilséa, princezna Tripolisská
Ilséa, princezna Tripolisská (Ilsée, princesse de Tripoli) je povídka od francouzského dramatika a libretisty Roberta de Flers. Knihu, která je označována za nejvýznamnější dílo art nouveau, ilustroval svými litografiemi malíř a grafik Alfons Mucha. De Flers povídku napsal podle divadelní hry La Princesse Lointaine Edmonda Rostanda, na jejíž produkci se podílel Alfons Mucha a mimo jiné pro hru navrhl kostýmy, šperky, dekorace, a podobně.

## Vydání
Knihu vydal v roce 1897 pařížský nakladatel Henri Piazza. V roce 1901 byla ještě vydána Bedřichem Kočí česká a německá edice, opět s litografiemi Alfonse Muchy. Kniha byla vydána v malém nákladu; francouzské vydání 252 výtisků, české vydání 200 výtisků a německé vydání 800 výtisků. I proto byla v době svého vydání kniha považována za umělecké dílo a označována jako kniha náležící „dvěma stům zámožných labužníků, pravých gourmandů umění, bibliografie a moderního básnictví“

## Ilustrace Alfonse Muchy
Mucha pro knihu připravil celkem 134 barevných litografií. Kromě ilustrací, provedených v té době novou technologií litografického tisku, je kniha vyzdobena značným počtem litografických vinět, rámců, ornamentů, symbolů a alegorií. Mucha používá přírodní vzory, objevují se zde květy růží, pampelišek, orchidejí, lilií. Čtenář může v knize také vidět vyobrazení ryb, plazů, antilop či koček. Dle kritiky je Mucha v každé své části díla originální a nikdy se neopakuje.
Muchovi měl údajně na zpracování všech litografických ilustrací pouhé tři měsíce. Celé dílo je možné považovat za jedinečné i z důvodu, že litografické desky pro ilustrace byly zničeny nedlouho po vytištění knihy.

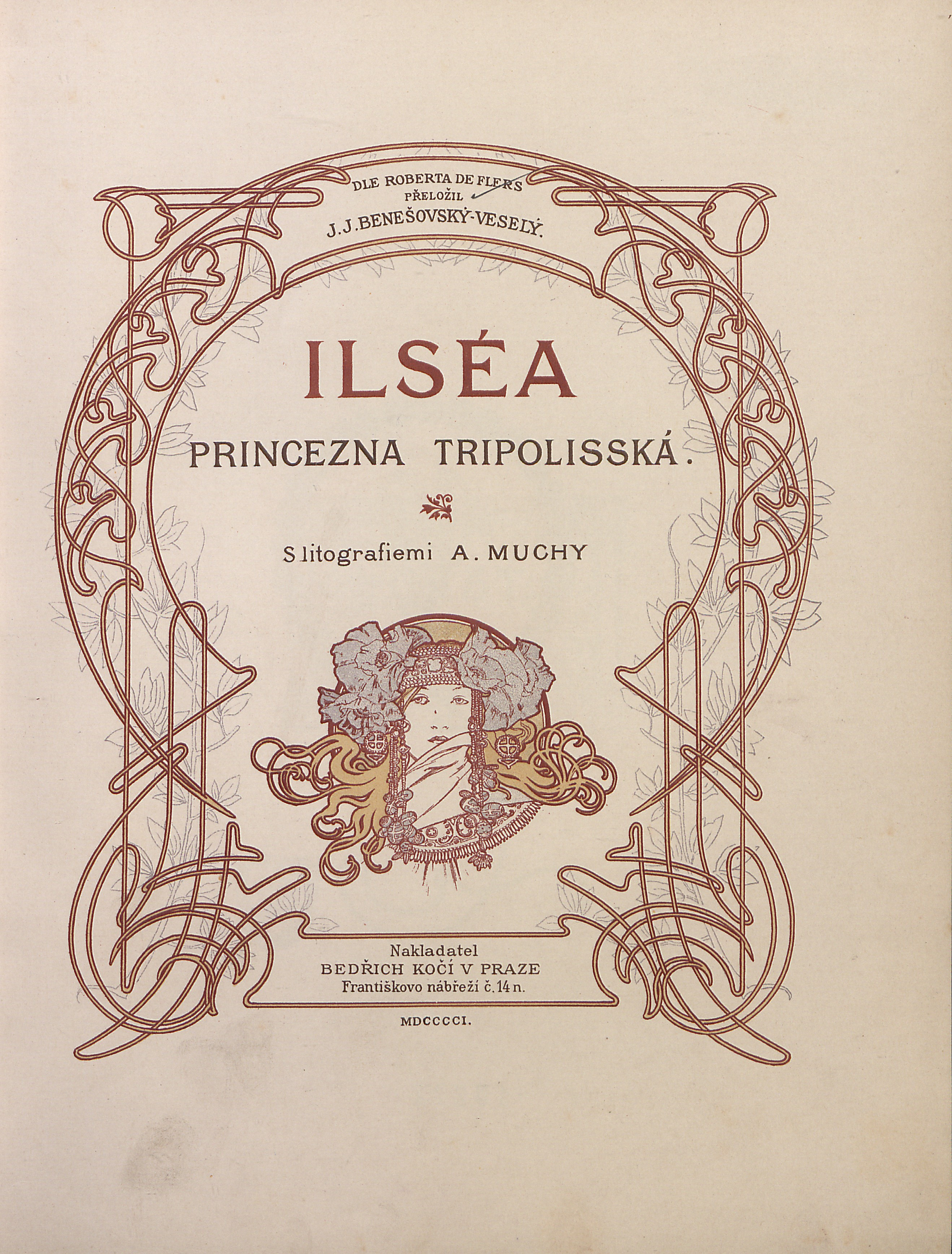
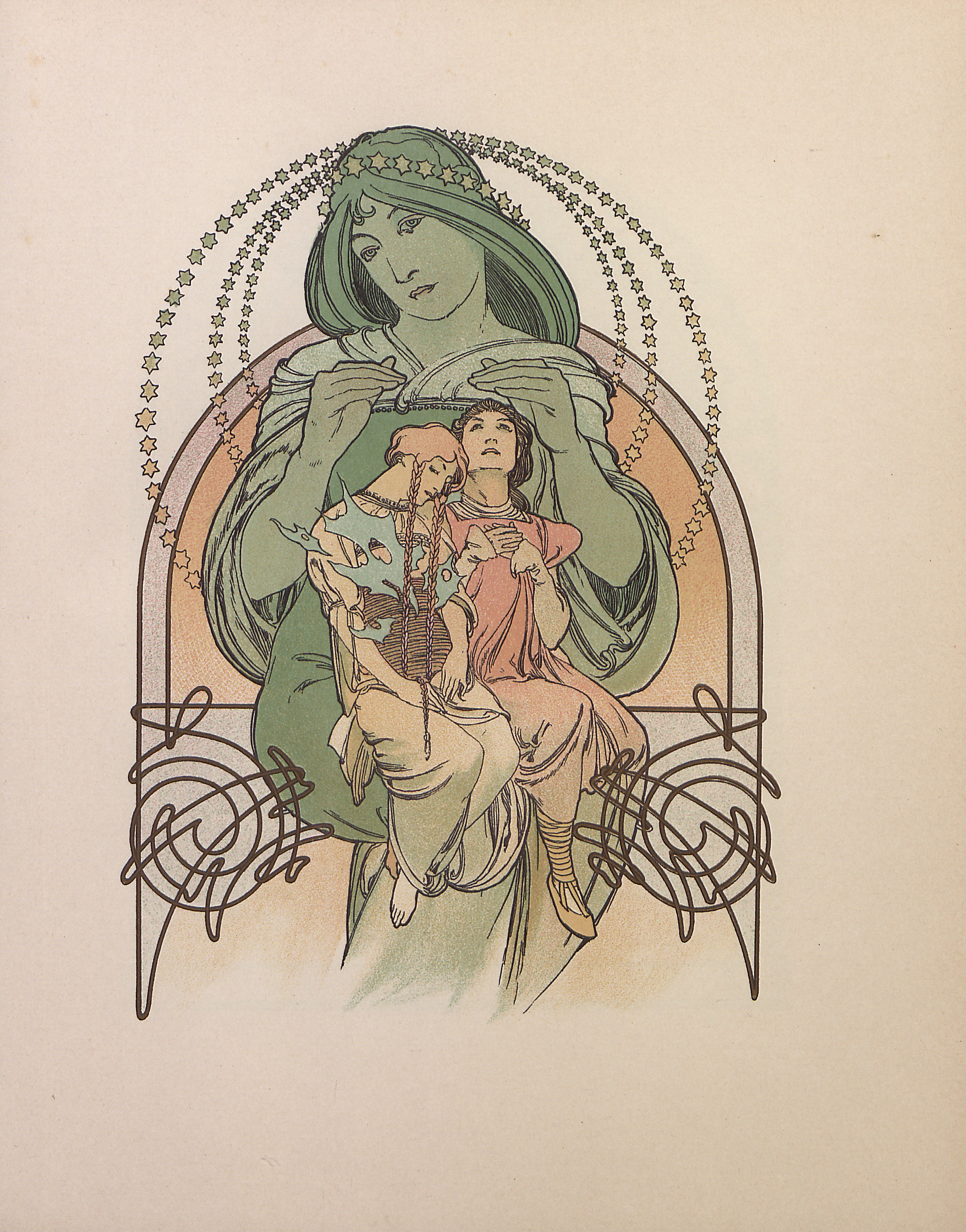
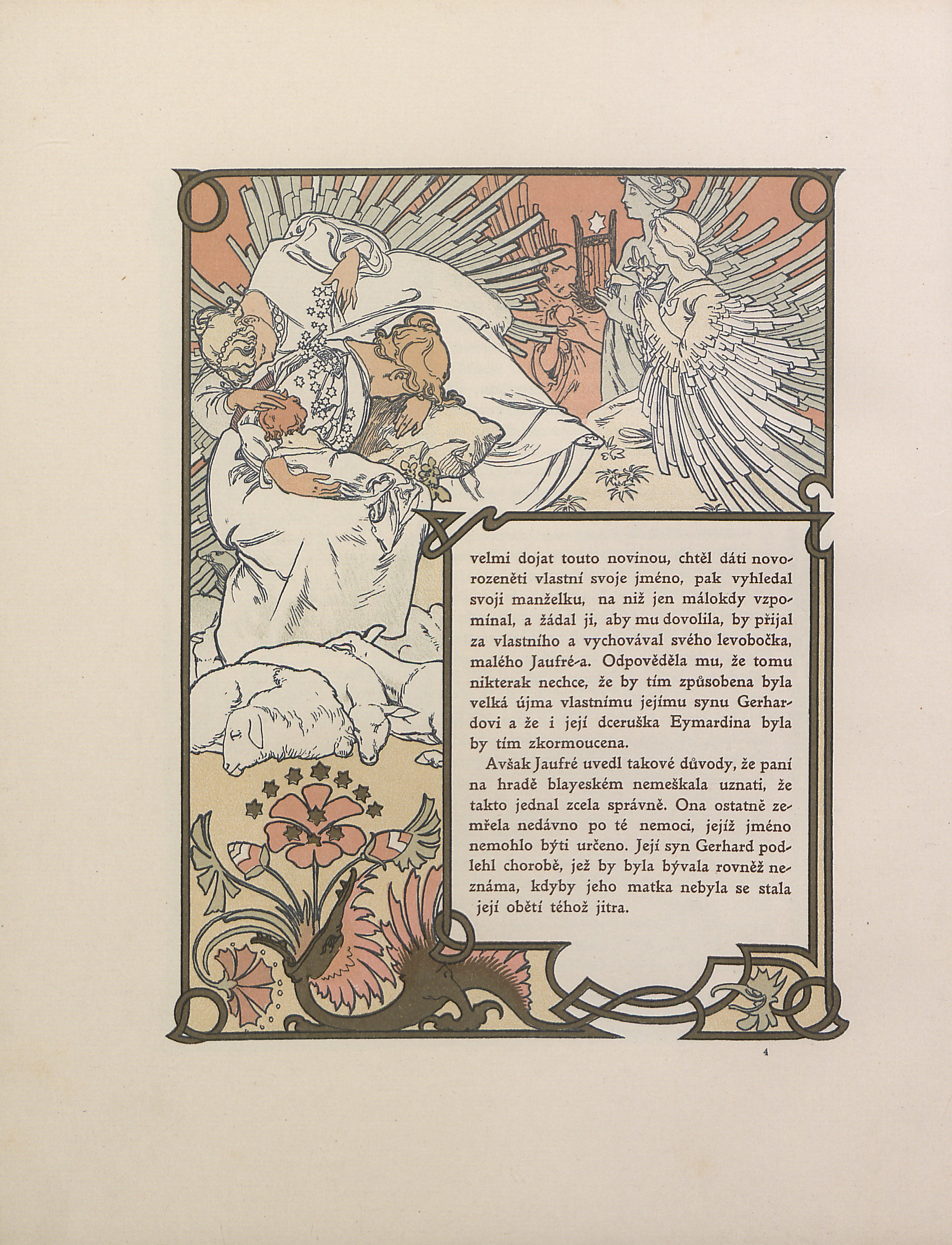
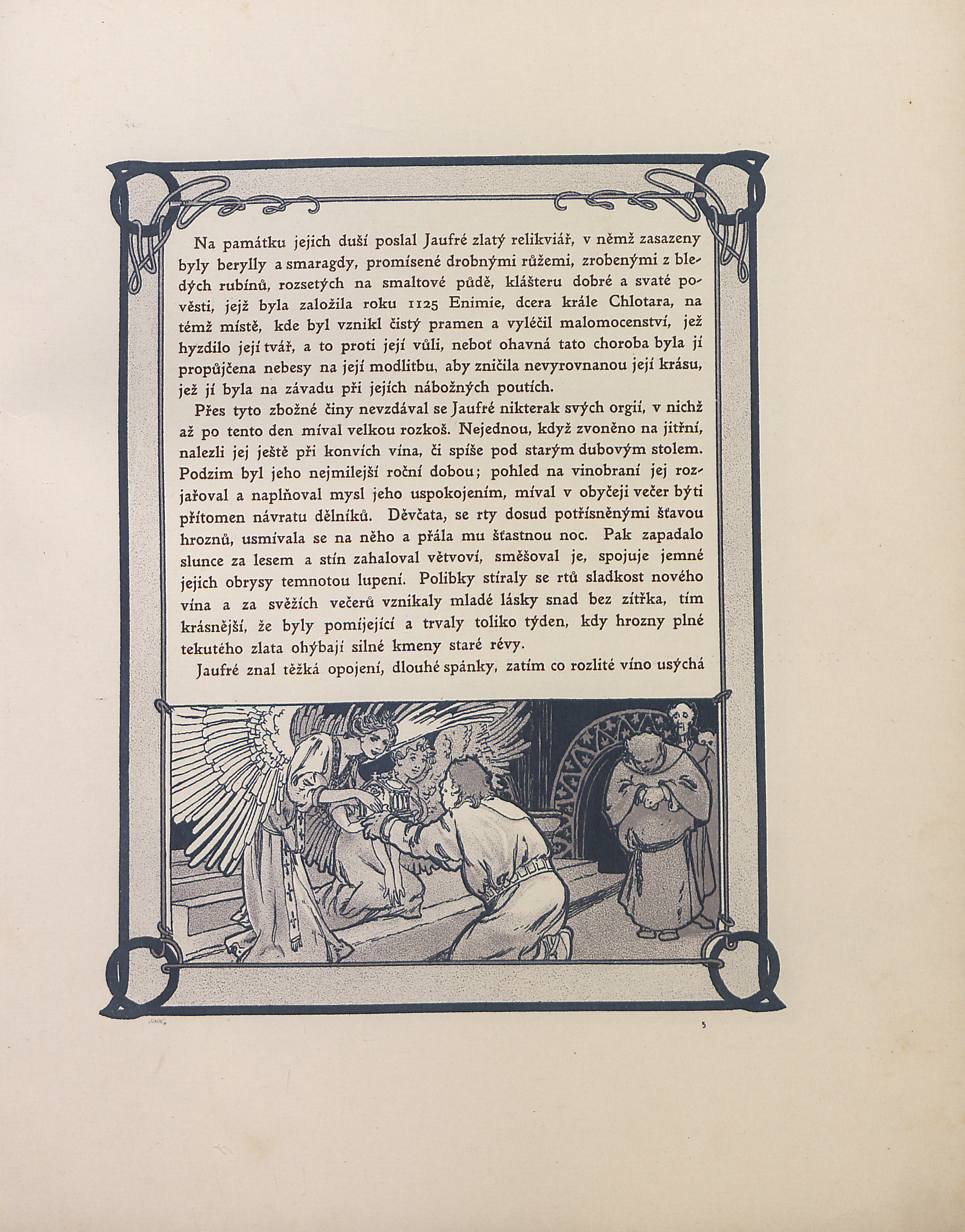
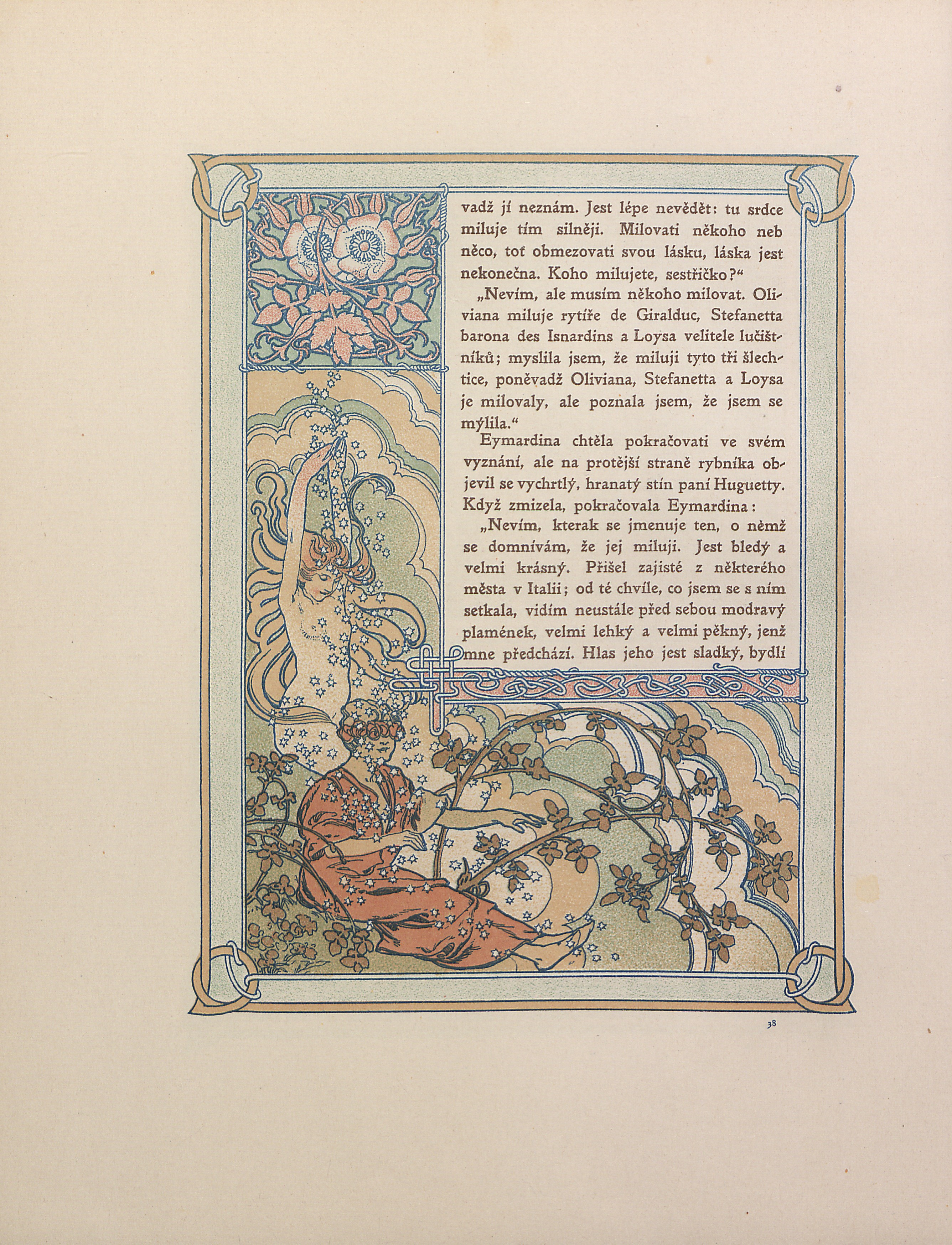

## Přijetí v České republice
České vydání knihy neušlo dobovému tisku. V prvním čísle časopisu Osvěta, ročníku 1902, byla vydána kritika Dr. Fr. X. Harlase, která zejména pozitivně hodnotila grafické zpracování knihy a vzájemné propojení textu a obrazu. Na druhou stranu se však Harlas více kriticky vyjádřil k povídce samotné. Byť ocenil kvality překladu do českého jazyka, píše: „Roztomilá pastelová malba Flersova vymýká se ovšem mému úsudku, ale zdá se mně přece pouhou elegantní drobnůstkou secesního slohu, tak trochu symbolistní básničkou, do níž autor vložil mnoho nálady a mnoho salonní ironie, která však nám zde pod českým nebem «nezní»“. Kritika závěrem oceňuje umělecké a estetické působení knihy jako celku. Harlas zejména uvádí „Báseň není bez těchto barevných litografií ničím, a snad by také Muchovy kompozice bez Ilséy nepůsobily. Jak již řečeno, zde nelze literární produkt od malířského odtrhnouti, aby tím umělecká hodnota obou újmy nevzala.“

## Příběh
Povídka vypráví o soužení aristokrata, Jaufre Rudela, který od mládí miluje dívku ze svých snů. Vysílá proto do Svaté země poutníky, aby mu odtud přivezli lék nebo naději na uzdravení. Poutníci se na své cestě setkávají s princeznou Ilséou. Tu otec nutí provdat se za vhodné nápadníky. Ona ale také touží po muži, kterého vídá jen ve svých snech a kterého ve vyprávění poutníků poznává. Když se poslové vrátí zpět, Jaufre poslouchá jejich vyprávění a uvědomí si, že toto je přesně dívka jeho srdce. Vypraví se tedy za ní. Na cestě však vážně onemocní a při setkání s Ilséou umírá.